# Daniel Clark (musicien)
Pour les articles homonymes, voir Daniel Clark (homonymie) et Clark.
Daniel Clark (né le 22 juillet 1947 à Paris et mort le 3 décembre 2011 à Nice) est un vielliste et comédien français.

## Biographie
Élève du Conservatoire d'art dramatique de Versailles et de l'École du Vieux Colombier, il apprend la guitare au Centre américain avec Alain Giroux et la vielle à roue avec Pascal Lefeuvre et Valentin Clastrier.
Il se produit sur les scènes parisiennes (Théâtre de l'Ouest parisien, Théâtre de l'Alliance française, Théâtre de l'Athénée, Théâtre de la Gaîté-Montparnasse, Théâtre Sylvia-Monfort) ainsi que dans les cabarets.
Metteur en scène de la compagnie Transhumance, qu'il fonde avec Dominique Marge, il crée des spectacles pour un jeune public.
Daniel Clark meurt le 3 décembre 2011.